# Siedliszcze (gmina Dubienka)
Siedliszcze – wieś w Polsce położona w województwie lubelskim, w powiecie chełmskim, w gminie Dubienka.
| SIMC    | Nazwa               | Rodzaj    |
| ------- | ------------------- | --------- |
| 0103272 | Kolonia Siedliszcze | część wsi |

W latach 1975–1998 miejscowość należała administracyjnie do województwa chełmskiego. 
Wieś stanowi sołectwo gminy Dubienka. Według Narodowego Spisu Powszechnego (III 2011 r.) liczyła 285 mieszkańców i była trzecią co do wielkości miejscowością gminy.
Wierni Kościoła rzymskokatolickiego należą do parafii Trójcy Przenajświętszej w Dubience. W miejscowości znajduje się filialny kościół Matki Bożej Wspomożycielki Wiernych z 1985. 

## Historia
Słownik Królestwa Polskiego opisuje obecne Siedliszcze jako  Siedliszcze Bramowe, wieś i dobra nad rzeką Wełnianką w ówczesnym powiecie hrubieszowskim, gminie Białopole, parafii łacińskiej w Dubience, greckokatolickiej w Buśnie. Dobra położone 28 wiorst na północ od Hrubieszowa, posiadały gorzelnię z produkcją o wartości 64 000 rubli srebrnych (1880 r.), młyn wodny, tartak. 
W 1827 r. spisano we wsi 35 domów i 222 mieszkańców. Dobra Siedliszcze Bramowe składały się w 1884 r. z folwarku Siedliszcze Bramowe i attynencji Tuchanie. Posiadały rozległość 3971 mórg w tym: grunta orne i ogrody 674 mórg, łąk było  539 mórg, pastwisk 158 mórg. Las nieurządzony 934 mórg. Nieużytków  57 mórg w osadach.Na serwituty wydzielano  włościanom  772 morgi. Budynków murowanych było wówczas 3, drewnianych 50. Przed parcelacją w skład dóbr  wchodziły: wieś Siedliszcze Bramowe osad 42, mórg 702 (bez dodanych za serwituty), wieś Radziejewo osad 52, mórg 978, wieś Kajetanówka osad 21, mórg 281, wieś Rogatki osad 30, mórg 476, wieś Grobelki osad 8, mórg 72, wieś Rogatki Majdan Nowy osad 18, mórg 201.